# Риддл, Джон Уоллес
Джон Уоллес Риддл младший (англ. John Wallace Riddle Jr.; 12 июля 1864 —  8 декабря 1941) — американский дипломат.  

## Карьера
В 1904–1905 гг. Риддл был генеральным консулом США в Египте. В 1905 году он был направлен в Румынию и Сербию для работы в качестве Чрезвычайного и Полномочного Посланника (с проживанием в Бухаресте).
19 декабря 1906 года президент США Теодор Рузвельт назначил Риддла послом США в России (1907–1909). Риддл вручил верительные грамоты 8 февраля 1907 года и прослужил на этом посту до окончания срока полномочий 8 сентября 1908 года.
Позднее он служил послом США в Аргентине (1922–1925). 

## Личная жизнь
Риддл родился в Филадельфии, в семье сына Джона Уоллеса Риддла старшего и Ребекки Блэр МакКлюр; он появился на свет после безвременной кончины отца. Несколько лет спустя Ребекка МакКлюр вышла замуж за Чарльза Юджина Фландро и переехала в город Сент-Пол (штат Миннесота), где Риддл вырос вместе с двумя единоутробными братьями и двумя единоутробными сёстрами. В 1887 году он окончил Гарвардский университет, до 1890 года включительно учился в школе права Колумбийского университета, а также изучал международное право, дипломатию и иностранные языки в Институте политических исследований и Коллеж де Франс в Париже до 1893 года включительно.
В 1916 году женой Риддла стала американский архитектор и наследнице крупного состояния Теодата Поуп.
Он скончался в городе Фармингтон (штат Коннектикут) в возрасте 77 лет.